# Iatrotheologie
Iatrotheologie (griech. iatros: Arzt, Heilkundiger) ist der von Karl Eduard Rothschuh Begriff so benannte Versuch, Krankheit als Teil göttlichen Wollens und Handelns zu verstehen, auch wenn natürliche Ursachen möglicherweise erkennbar sind. Krankheit wird dabei als göttliche Strafe oder Weg verstanden. Ausprägungen der christlichen Iatrotheologie sehen Krankheitsursachen in der Erbsünde oder in kollektiven oder individuellen „Verfehlungen“. Im christlich geprägten Kulturkreis wird andererseits Jesus Christus zur Leitfigur der Iatrotheologie als „Heiland der Welt“, als „großer Arzt“ (christus medicus), der Wunder-Heilungen vollbringt.
Als ein Vertreter der iatrotheologischen Richtung werden der Hallenser Arzt Michael Alberti und der Münchener Arzt Johann Nepomuk von Ringseis angesehen.